# نریچ (کانزاس)
نریچ (به انگلیسی: Norwich) شهری در ایالت کانزاس کشور ایالات متحده آمریکا است که جمعیت آن در سرشماری سال ۲۰۱۰ میلادی، ۴۹۱ نفر بوده‌است.